# イタリア国鉄ALn880気動車

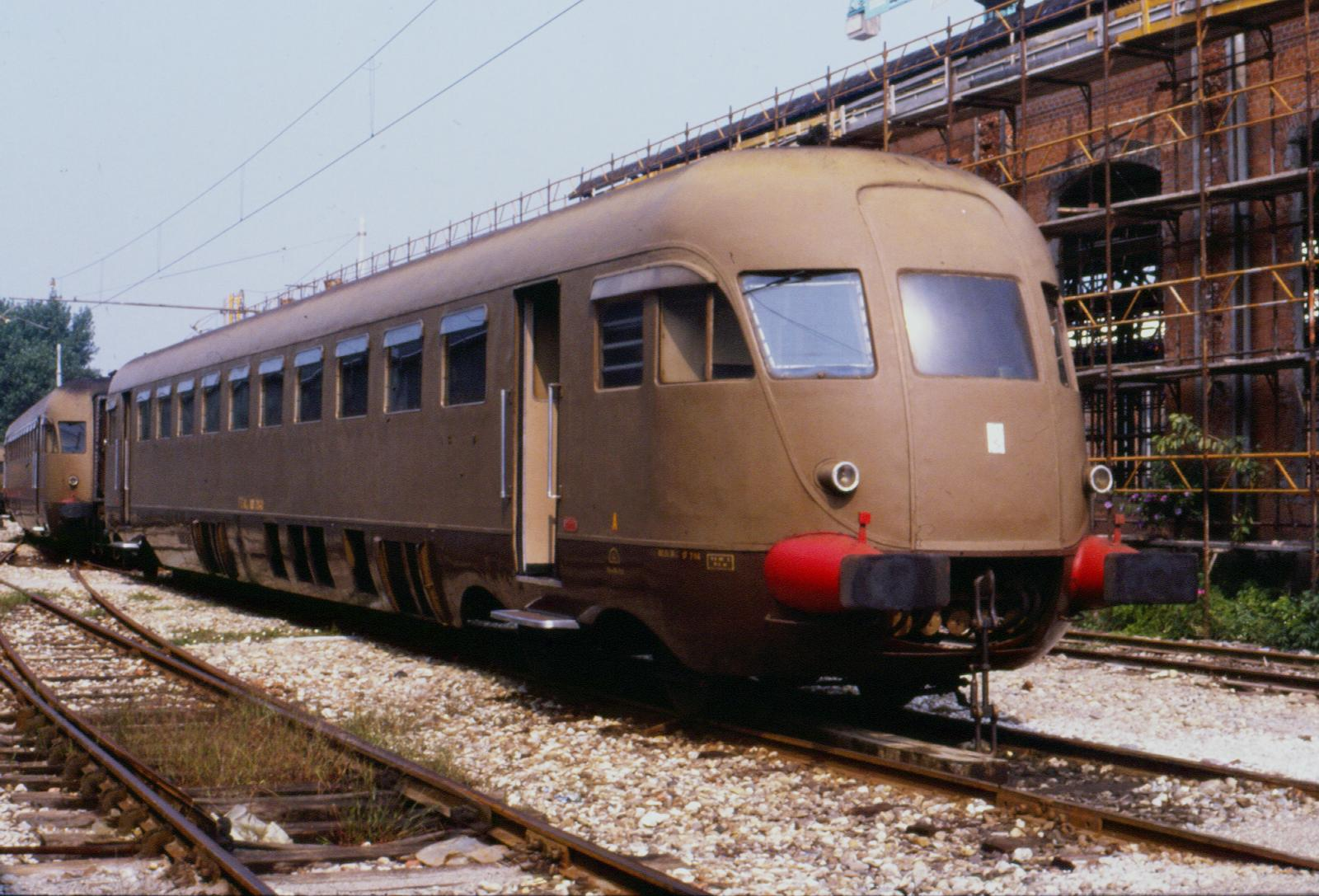
ALn880.2040号車、制御車のLn880形との2両編成、ボローニャ中央駅、1984年

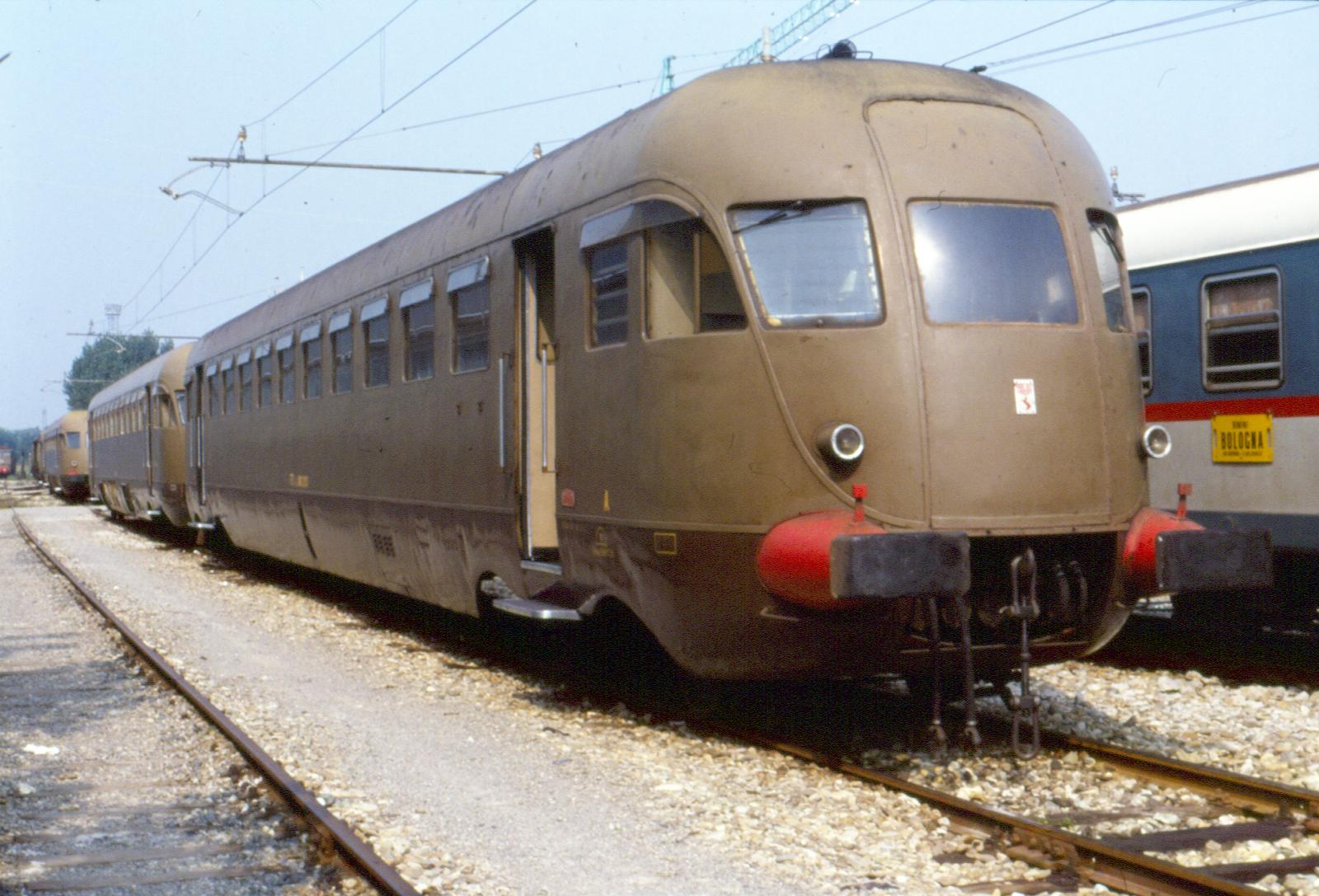
制御客車のLn880.2001号車、ボローニャ中央駅、1984年

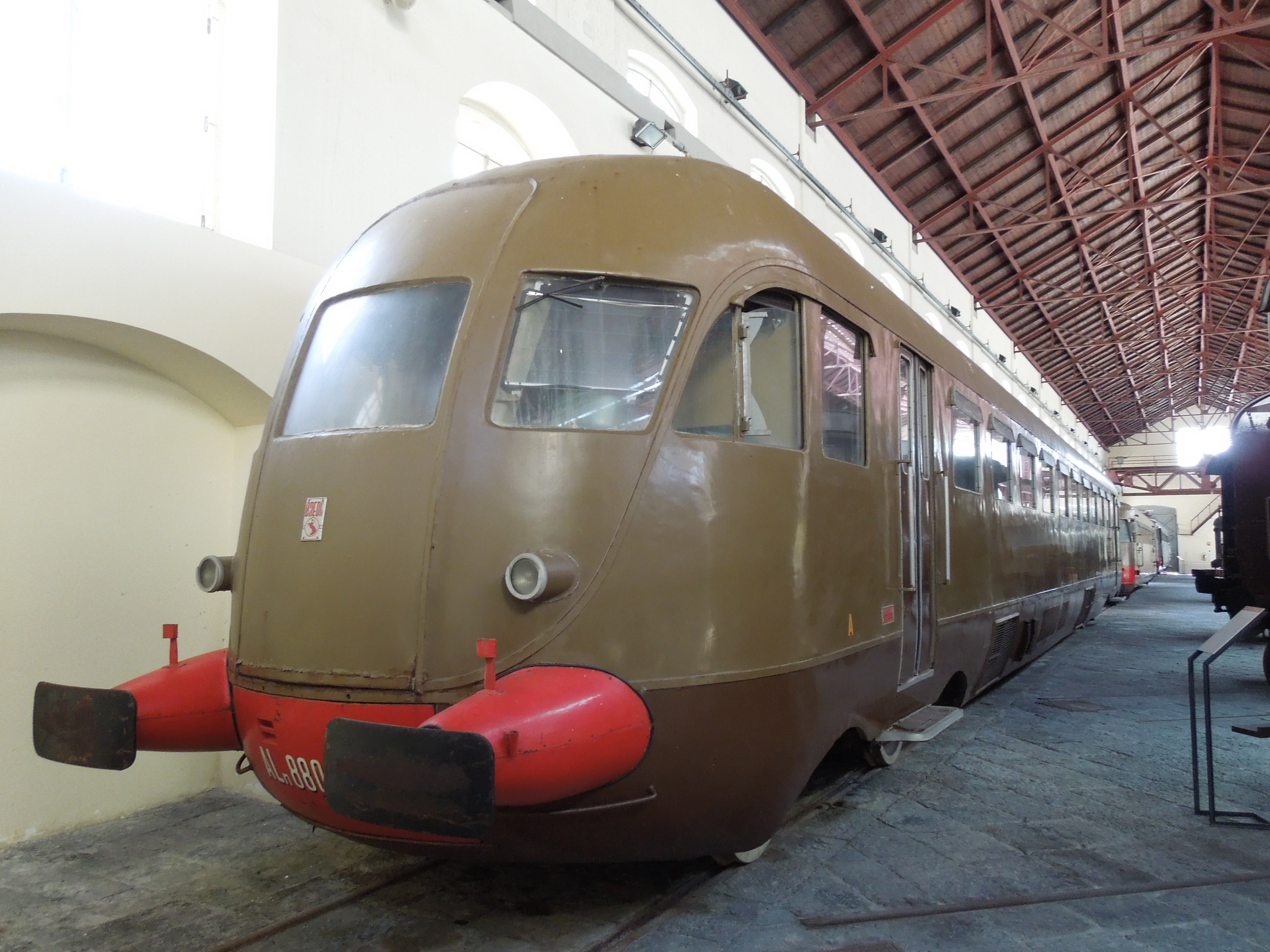
ピエトラルサ国立鉄道博物館で静態保存されているALn880.2018号車、2012年

イタリア国鉄ALn880気動車（イタリアこくてつALn880きどうしゃ）はイタリアのイタリア国鉄（Ferrovie dello Stato Italiane（FS））で使用されていた本線用機械式気動車である。

## 概要
イタリアでは、1930年代以降、リットリナと呼ばれる、1基もしくは2基のエンジンを台車上に搭載した機械式の軽量気動車が各地で導入されており、省力化や高速化、サービス向上などが図られていた。基本的には機械式気動車であるリットリナは、最初の機体である1932年製のALb48およびALb64では車体の片側台車に装架した主機を運転士が前後どちらの運転台からも操作可能なものとなり、その後1933年製のALn56では前後の台車に装架した2基の主機の総括制御が、1936年製のALn556では2両編成の総括制御が可能となっていた。また、ローカル列車用のみならず優等列車用の機体も導入されており、3車体連接で2+1列の3人掛け固定式クロスシートの1等室/2等室と、厨房・配膳室、荷物室を装備するATR100や、2車体連接でベッドルーム/シャワールーム付の個室と、ラウンジ、厨房・配膳室を装備するATS1といった車両も運行されていた。また、1940年以降にはリットリナの次の世代の気動車として、2基の主機を車体に装荷し、DF1.15液体変速機を搭載する液体式気動車であるALn772が導入されていた。
しかし、その後第二次世界大戦によりイタリアの鉄道網や機材は荒廃し、1940年代後半にはその復旧に力が入れられ、優等列車用のETR200電車をはじめとする戦前の機材が再整備される一方、戦前の機材の復旧だけでは増加する輸送量に対応できなかったため、E.424電気機関車やALn772気動車の生産が再開されるとともに、普通列車用の電車および気動車の新形式の導入が計画された。この計画に基づき導入された電車がALe840、気動車がALn990および本項で記述するALn880であり、デザイン上の類似点も多かった。このうち気動車は製造メーカーによって形式が分かれており、Fiat製のものをALn990、Breda製のものをALn880とし、ALn772の際と同様に、メーカーとしては規模の小さかったについてはFiatの原設計による機体をベースに独自の設計を反映させたALn990とする方式していた。
ALn880およびALn990におけるALn772からの主な変更点は、経済性を考慮して主機を小出力2機関搭載から大出力の1機関搭載に変更することと、2両以上の編成の列車において、乗客および乗務員の列車内通行の便を図るために機関を車体前頭部搭載から台車間床下搭載として前頭部に貫通路を設置すること、の2点であった。変速機については、FiatおよびBreda製の機体はリットリナから引続きの機械式として遠隔操作5段変速の変速機と流体継手を組合わせたものとし、OM製の機体はALn772から引続きの液体式として製造することとした。なお、本形式後は信頼性・冗長性を考慮して1980年代に至るまで5段変速の機械式変速機付の中出力ディーゼルエンジンを2基搭載した機械式気動車が製造されている。
なお、形式名の"A"は動力車両、"L"は軽量、"n"はディーゼル燃料を表し、"880"の10位と1位の"80"は座席数を、100位の"8"は総括制御が可能であることを表すため10位の数字"8"を繰返したもの、機番の千位の"2"はBreda製を、百位から一位は製造順を表しており、これは制御客車のLn880においても同様となっている。ALn880はリットリナ以降のイタリア気動車の流れを引く流線形のデザインと1930年代以降のイタリア鉄道車両標準のイザベラと呼ばれる赤茶色塗装の車体を持つ両運転台の気動車、Ln880は同じく両運転台の制御客車で、ALn880.2001-2040の40両とLn880.2001-2010の10両が製造されており、各機体の形式機番と製造年、製造所、その後の経歴は以下の通りである。
| 形式   | 機番      | 製造所 | 製造年    | 廃車年  |
| ------ | --------- | ------ | --------- | ------- |
| ALn880 | 2001-2040 | Breda  | 1950-53年 | -1985年 |
| Ln880  | 2001-2010 | Breda  | 1951年    | -1985年 |

## 仕様

### 車体
- 編成両先頭部はリットリナ以降のイタリア気動車の流れを汲む丸みを帯びた流線型のものとなっているが、リットリナでは車体幅2400mm、屋根高3100mm前後、ALn772でも車体幅2810mm、屋根高約3500mmの小型のものであった車体断面は、車体幅2800mm、屋根高3800mmと他のイタリア国鉄の電車と同等のサイズとなっているほか、全長を27000mmと長いものとして、主機の床下搭載化と併せて定員確保を図っていることと、同じく主機の床下搭載化により正面に貫通扉を設置していることが特徴となっている。正面窓は平面ガラスの5枚窓構成でうち正面中央の1枚は貫通扉に設置され、車体右側のものは乗務員室扉に設置されており、正面窓下部左右に小型の丸型前照灯兼標識灯を配置している。連結器は台枠端梁取付のねじ式連結器で緩衝器が左右、フック・リングが中央にあるタイプで、フック・リングとその周辺に設置される総括制御用の電気連結器および空気管には通常はカバーが設けられている。また、車体下部は台車下半部を除き全周に渡りカバーが設置されており、点検時等必要に応じ開閉できるようになっているほか、ラジエーター設置部などの冷却気導入部分にはグリルが設けられている。
- 側面は窓扉配置11D10D11（運転室窓 - 乗降デッキ窓 - 乗降扉 - 客室窓 - 乗降扉 - 乗降デッキ窓 - 運転室窓）の配置で、乗降扉は2枚外開戸片側2箇所設置しており、乗降口には2段のステップが設置されている。また、側面窓は大型でアルミ枠の一段下降窓で、窓上部に透明樹脂製の雨除けを持ち、客室部には座席各ボックス毎に1箇所ずつ設置されている。
- 車体塗装はイタリア鉄道車両標準のイザベラと呼ばれる赤茶色をベースに、車体下部の床下機器カバー部等を茶色とし、正面下部の中央の連結器カバー部と緩衝器基部を赤としたものとなっている。
- 室内は前頭部側から運転室、乗降デッキ、定員80名の客室、乗降デッキ、運転室の配置となっており、乗降デッキの運転室後部の部分には手荷物置場、荷物室、郵便室、トイレが設置されている。客室の座席は2+2列の4人掛け、シートピッチ1685mmの固定式クロスシートで、1名分ごとの肘掛と大型ヘッドレスト付のものを各窓毎に1ボックスずつの配列となっている。室内灯は天井中央部に1列の連続した白色カバー内に蛍光灯が設置され、天井はクリーム色、壁面は薄緑色の化粧板貼りとなっているほか、客室暖房は機関冷却水を使用した温風暖房が設置されている。
- 運転室は左側運転台でデスクタイプのものとなっており、右側には助士席と乗務員室扉が設置されており、中央部には貫通幌付の貫通扉が設置されている。

### 走行装置
- 主機はイソッタ・フラスキーニ[7]製で水平対向12気筒のD19/SA19Pを1基搭載している。この機関は同社が1955-1990年に生産していたD19シリーズの1機種で、排気量35670 cm3、定格出力315kW/1500rpm、ボア135mm×ストローク190mm、圧縮比14.5、重量3600kgである。また、この機関はイタリア気動車用としては初のターボチャージャー付ディーゼルエンジン、ターボチャージャーはスイスのBBC[8]製のものを各バンク1基ずつ計2基搭載している。
- 流体継手はシンクレア製で、変速等による駆動トルクの変動や振動を吸収するために主機と変速機との間のに設置されており、その役割から流体フライホイールとも呼ばれていた。変速機は欧州では1930-50年代頃に多用された常時噛合せ式の歯車をクラッチで切換える方式のもので、本形式のものは遊星歯車を使用したウィルソン式のものである。本機の変速機は同一線上に配置された入力軸および出力軸と、これと平行に配置された中間軸を2軸を持ち、入力軸 - 中間軸、中間軸 - 出力軸間に2組ずつ計4組の歯車とクラッチ、入力軸 - 出力軸間の直結のクラッチで構成されており、運転台からの電気指令で動作する電磁弁の動作によって変速装置を制御する。また、逆転機は同じく運転台からの電気指令によって同じく前進、後進いずれかの電磁弁を動作させて逆転機を動作させるものとなっている。
- 台車は鋼板溶接組立式台車で、リットリナと同様に台車枠が車輪の内側にある内側台枠式となっていることが特徴となっている。動台車、従台車ともに基本的な構造は同一となっており、車輪径は動輪、従輪ともに910mmで、固定軸距は2800mm、軸箱支持方式は軸箱守式、軸ばねはコイルばね、枕ばねは重ね板ばねとなっている。各動輪の前後には砂撒き装置設置されており、台車枠には砂箱が8箇所設置されている。
- 床下は機関・変速機・ラジエター等一式を車体ほぼ中央部に搭載しており、主機の出力軸は機関に接続された流体継手、変速機、逆転機から自在継手付推進軸を経由して車体内側の動軸の最終減速機に伝達され、さらに自在継手付推進軸を経由して反対側の動軸の最終減速機に伝達されている。出力軸と反対側には制御回路や蓄電池充電用の24V出力、4.6kWの直流発電機やブレーキ等用の空気圧縮機を搭載した補機ラックが設置されてそれぞれ主機から駆動されているほか、主機と動台車間に伝達軸を避ける形で機関冷却水のラジエーターが設置されており、冷却ファンは電動機で駆動されている。
- ブレーキ装置として空気ブレーキと手ブレーキを装備する。基礎ブレーキ装置は自動ブレーキ装置により動作する、各台車に2基ずつ設置されたブレーキシリンダによる両抱式のものとなっている。また、空気圧縮機は主機により駆動される容量600m3/minのものが2基搭載されている。

### Ln880
- 制御車として製造されたLn880は車体はALn880と基本的に同一で運転室も車両両端に設置されているが、床下機器カバーなどに若干の際がある。
- 室内もALn880と同一であり、台車もALn880の従台車と同一のものを使用している。

### 主要諸元/装備一覧
| 機番         | 機番         | 2001-2040 | 2001-2010                |  |  |
| 軌間         | 軌間         | 1435mm | 1435mm                   |  |  |
| 動力方式     | 動力方式     | ディーゼルエンジンによる機械式 | -                        |  |  |
| 車軸配置     | 車軸配置     | Bo'2 | 2'2'                     |  |  |
| 全長         | 全長         | 27000mm | 27000mm                  |  |  |
| 全幅         | 全幅         | 2950mm | 2950mm                   |  |  |
| 屋根高       | 屋根高       | 3800mm | 3800mm                   |  |  |
| 全軸距       | 全軸距       | 21300mm | 21300mm                  |  |  |
| 固定軸距     | 固定軸距     | 2800mm | 2800mm                   |  |  |
| 動輪径       | 動輪径       | 910mm | -                        |  |  |
| 従輪径       | 従輪径       | 910mm | 910mm                    |  |  |
| 運行時重量   | 運行時重量   | 44.5t | 30t                      |  |  |
| 粘着重量     | 粘着重量     | 23.6t | -                        |  |  |
| 定員         | 定員         | 2等80名 | 2等80名                  |  |  |
| 走行装置     | 主機         | イソッタ・フラスキーニ製水平対向12気筒予燃焼式ディーゼル機関D19/SA19P×1基 （排気量32.63l、定格出力315kW/1500rpm、ボア135mm×ストローク190mm、圧縮比14.5、重量3600kg） | -                        |  |  |
| 走行装置     | 変速装置     | 流体継手 + ウィルソン電磁油圧制御遊星歯車式5段変速機 + 逆転機 | -                        |  |  |
| 走行装置     | 駆動装置     | 2軸駆動式駆動装置 | -                        |  |  |
| 最高速度     | 最高速度     | 130km/h | 130km/h                  |  |  |
| ブレーキ装置 | ブレーキ装置 | 空気ブレーキ、手ブレーキ | 空気ブレーキ、手ブレーキ |  |  |
|              |              | |                          |  |  |

## 運行・廃車
- 本形式はまずナポリとトレヴィーゾに配置されている。
- ナポリに配置された機体はナポリからローマやカゼルタ方面の列車の運用に使用されており、ナポリ - ターラント間の都市間列車でも使用されている。なお。ナポリ配置の機体の優等列車での運用は1959年にD.341ディーゼル機関車が牽引する客車列車に置き換えられており、その後1964年にはトレヴィーゾに転属している。
- トレヴィーゾに配置された機体はALn990とともに主にヴェネツィア - カラルツォ・ディ・カドーレ間の列車に使用されたほか、いくつかの区間で使用されたのち、ヴェローナに転属している。ヴェローナではレニャーゴ、ロヴィーゴ、キオッジャ、フェラーラ、ラヴェンナ方面の路線で運用されていたが、より新しい気動車やディーゼル機関車牽引の列車などに置換えられて一部はボローニャに転属し、トレヴィーゾに残った機体は1983年には全車が予備車となっている。
- 1979年1月時点での配置は以下の通り。
  - ヴェローナもしくはボローニャ：ALn880 40両/Ln880 10両
- 本形式は断熱材および防音材として使用されていたアスベストの除去が困難であることから、1980年代には廃車が始まり、1985年までに全車が廃車されている。また、ALn880.2018号車はピエトラルサ国立鉄道博物館で静態保存されている。